# Blooddrunk
Blooddrunk je šesté studiové album finské metalové skupiny Children of Bodom. Vydáno bylo společností Spinefarm Records v roce 2008.

## Seznam skladeb
1. „Hellhounds on My Trail“ – 4:00
2. „Blooddrunk“ – 4:05
3. „LoBodomy“ – 4:25 (text: Kimberly Goss)
4. „One Day You Will Cry“ – 4:05
5. „Smile Pretty for the Devil“ – 3:54
6. „Tie My Rope“ – 4:14
7. „Done With Everything, Die for Nothing“ – 3:31
8. „Banned From Heaven“ – 5:05
9. „Roadkill Morning“ – 3:33